# Carey Bell
Carey Bell Harrington, född den 14 november 1936 i Macon, Mississippi, död den 6 maj 2007 i Chicago, Illinois, var en amerikansk bluesmunspelare.
Utöver att Bell spelade in egna album ackompanjerade han andra artister som Earl Hooker, Robert Nighthawk, Lowell Fulson, Eddie Taylor, Louisiana Red och Jimmy Dawkins. Han spelade också ofta tillsammans med sin son, gitarristen, Lurrie Bell.
Carey Bell valdes in i Blues Hall of Fame 2023.